# James Black Groome
James Black Groome (Elkton, 1838. április 4. – Baltimore, 1893. október 5.) az Amerikai Egyesült Államok szenátora (Maryland, 1879–1885).